# HMS Solebay (D70)
Pour les autres navires du même nom, voir HMS Solebay.
Le HMS Solebay est un destroyer de classe Battle de la Royal Navy.
Le nom fait référence à la bataille de Solebay.

## Histoire
Lors de sa construction, le Solebay est destiné à rejoindre la 19e flottille de destroyers au sein de la British Pacific Fleet, mais la guerre contre le Japon prend fin alors qu'il est dans la Méditerranée, il retourne au Royaume-Uni. Il devient le leader de la 5e flottille de destroyers (en) au sein de la Home Fleet. Il prend part à l'opération Deadlight, la destruction à grande échelle de la flotte de sous-marins allemands, plus d’une centaine de bateaux.
En juin 1953, le Solebay participe à la revue de la flotte à Spithead, à l’occasion du couronnement de la reine Élisabeth II. Il se trouve entre les sister-ships Cadiz et Corunna. Dans le même mois, il est mis en réserve en même temps que le reste de la flottille.
En 1957, Solebay revient au service actif, devenant le leader de la 1re escadre de destroyers (en), au sein de la Home Fleet et de la Mediterranean Fleet. En 1959, alors qu'il fait toujours partie de cette escadre, le Solebay est déployé en Extrême-Orient. Là-bas, le sister-ship Hogue entre en collision avec le croiseur léger indien Mysore. Le Solebay, avec un autre sister-ship, remorque le Hogue, lourdement endommagé, vers une base proche.
De retour à la maison en 1960, le Solebay reprend le service militaire en Méditerranée. Lui et le reste de la 1re escadre de destroyers sont déployés dans cette région pour soulager la 5e escadre de destroyers (en). Au cours de ce déploiement, le Solebay percute accidentellement son sister-ship, le Trafalgar, leader de la 7e escadre de destroyers, à Malte, retardant ainsi le départ de cette escadre en Méditerranée. Ensuite le Solebay escorte le yacht royal Britannia, transportant la reine Élisabeth II, accompagnée du duc d'Édimbourg, qui se rend en Italie pour une visite d'État.
Il escorte de nouveau le Britannia en novembre-décembre 1961 lors de la visite de la Reine en Afrique de l'Ouest.
En 1962, le Solebay est désaffecté et mis à disposition, devenant un navire d'entraînement à Portsmouth. Il arrive à Troon le 11 août 1967 pour la démolition.